# Claopodium fulvellum
Claopodium fulvellum là một loài rêu trong họ Thuidiaceae. Loài này được Herzog mô tả khoa học đầu tiên năm 1925.